# Građanski nogometni klub Dinamo Zagreb 2009-2010
Questa voce raccoglie le informazioni riguardanti il Građanski nogometni klub Dinamo Zagreb nelle competizioni ufficiali della stagione 2009-2010.

## Rosa
| N. |                      | Ruolo | Calciatore                              |
| -- | -------------------- | ----- | --------------------------------------- |
| 1  | Croazia (bandiera)   | P     | Tomislav Butina                         |
| 2  | Croazia (bandiera)   | D     | Ivan Tomečak                            |
| 3  | Argentina (bandiera) | D     | Luis Ibáñez                             |
| 4  | Croazia (bandiera)   | D     | Robert Kovač                            |
| 5  | Argentina (bandiera) | C     | Adrián Calello                          |
| 6  | Croazia (bandiera)   | D     | Dejan Lovren                            |
| 7  | Brasile (bandiera)   | D     | Etto                                    |
| 8  | Croazia (bandiera)   | C     | Ante Tomić                              |
| 9  | Croazia (bandiera)   | A     | Andrej Kramarić                         |
| 10 | Brasile (bandiera)   | C     | Sammir                                  |
| 11 | Croazia (bandiera)   | D     | Denis Glavina (in prestito dal Vorskla) |
| 13 | Camerun (bandiera)   | C     | Mathias Chago                           |
| 15 | Brasile (bandiera)   | D     | Carlos                                  |

| N. |                      | Ruolo | Calciatore             |
| -- | -------------------- | ----- | ---------------------- |
| 16 | Croazia (bandiera)   | C     | Milan Badelj           |
| 17 | Croazia (bandiera)   | A     | Mario Mandžukić        |
| 19 | Croazia (bandiera)   | D     | Tomislav Barbarić      |
| 20 | Rep. Ceca (bandiera) | A     | Miroslav Slepička      |
| 21 | Croazia (bandiera)   | C     | Ivica Vrdoljak         |
| 22 | Croazia (bandiera)   | D     | Igor Bišćan            |
| 24 | Croazia (bandiera)   | A     | Ilija Sivonjić         |
| 25 | Argentina (bandiera) | D     | Leandro Cufré          |
| 30 | Croazia (bandiera)   | P     | Filip Lončarić         |
| 33 | Croazia (bandiera)   | P     | Dominik Picak          |
| 77 | Cile (bandiera)      | C     | Pedro Morales Flores   |
| 99 | Grecia (bandiera)    | A     | Dīmītrios Papadopoulos |